# Liste der Resolutionen des UN-Sicherheitsrates (1996)
Diese Liste der Resolutionen des UN-Sicherheitsrates nennt die vom Sicherheitsrat der Vereinten Nationen im Jahr 1996 verabschiedeten Resolutionen.
| Nummer | Beschluss vom | Gegenstand | Mission |
| ------ | ------------- | --- | ------- |
| 1036   | 12. Januar    | Die Situation in Georgien |         |
| 1037   | 15. Januar    | Die Situation in Kroatien |         |
| 1038   | 15. Januar    | Die Situation in Kroatien |         |
| 1039   | 29. Januar    | Die Situation im Nahen Osten |         |
| 1040   | 29. Januar    | Die Situation in Burundi |         |
| 1041   | 29. Januar    | Die Situation in Liberia |         |
| 1042   | 31. Januar    | Die Situation betreffend Westsahara |         |
| 1043   | 31. Januar    | Die Situation in Kroatien |         |
| 1044   | 31. Januar    | Brief vom 9. Januar 1996 von der Ständigen Vertretung von Äthiopien bei den Vereinten Nationen an den Präsidenten des Sicherheitsrats betreffend die Auslieferung der Verdächtigen des Attentat auf das Leben des Präsidenten der Arabischen Republik Ägypten in Addis Abeba, Äthiopien, am 26. Juni 1995 (S/1996/10) |         |
| 1045   | 8. Februar    | Die Situation in Angola |         |
| 1046   | 13. Februar   | Die Situation in der ehemaligen jugoslawischen Republik Mazedonien |         |
| 1047   | 29. Februar   | Ernennung des Anklägers des Internationalen Strafgerichtshofs zur Verfolgung der Verantwortlichen für die schweren Verstöße gegen das humanitäre Völkerrecht im Hoheitsgebiet des ehemaligen Jugoslawien und dem Internationalen Strafgerichtshof zur Verfolgung der Verantwortlichen für die schweren Verstöße gegen das humanitäre Völkerrecht im Hoheitsgebiet von Ruanda und der ruandischen Bürger für solche Verstöße Verantwortlichen in den Hoheitsgebiet von Nachbarstaaten. |         |
| 1048   | 29. Februar   | Die Frage betreffend Haiti |         |
| 1049   | 5. März       | Die Situation in Burundi |         |
| 1050   | 8. März       | Die Situation in Ruanda |         |
| 1051   | 27. März      | Die Situation zwischen Irak und Kuwait |         |
| 1052   | 18. April     | Die Situation im Nahen Osten |         |
| 1053   | 23. April     | Die Situation in Ruanda |         |
| 1054   | 26. April     | Brief vom 9. Januar 1996 von der Ständigen Vertretung von Äthiopien bei den Vereinten Nationen an den Präsidenten des Sicherheitsrats betreffend die Auslieferung der Verdächtigen wollte in das Attentat auf das Leben des Präsidenten der Arabischen Republik Ägypten in Addis Abeba, Äthiopien, am 26. Juni 1995 (S/1996/10) |         |
| 1055   | 8. Mai        | Die Situation in Angola |         |
| 1056   | 29. Mai       | Die Situation betreffend Westsahara |         |
| 1057   | 30. Mai       | Die Situation im Nahen Osten |         |
| 1058   | 30. Mai       | Die Situation in der ehemaligen jugoslawischen Republik Mazedonien |         |
| 1059   | 31. Mai       | Die Situation in Liberia |         |
| 1060   | 12. Juni      | Die Situation zwischen Irak und Kuwait |         |
| 1061   | 14. Juni      | Die Situation in Tadschikistan und entlang der tadschikisch-afghanischen Grenze |         |
| 1062   | 28. Juni      | Die Situation in Zypern |         |
| 1063   | 28. Juni      | Die Situation in Haiti |         |
| 1064   | 11. Juli      | Die Situation in Angola |         |
| 1065   | 12. Juli      | Die Situation in Georgia |         |
| 1066   | 15. Juli      | Die Situation in Kroatien |         |
| 1067   | 26. Juli      | Abschuss von zwei zivilen Luftfahrzeugen am 24. Februar 1996 |         |
| 1068   | 30. Juli      | Die Situation im Nahen Osten |         |
| 1069   | 30. Juli      | Die Situation in Kroatien |         |
| 1070   | 16. August    | Brief vom 9. Januar 1996 von der Ständigen Vertretung von Äthiopien bei den Vereinten Nationen an den Präsidenten des Sicherheitsrats betreffend die Auslieferung der Verdächtigen des Attentats auf das Leben des Präsidenten der Arabischen Republik Ägypten in Addis Abeba, Äthiopien, am 26. Juni 1995 (S/1996/10) |         |
| 1071   | 30. August    | Die Situation in Liberia |         |
| 1072   | 30. August    | Die Situation in Burundi |         |
| 1073   | 28. September | Die Situation in den besetzten arabischen Gebieten |         |
| 1074   | 1. Oktober    | Die Situation im ehemaligen Jugoslawien |         |
| 1075   | 11. Oktober   | Die Situation in Angola |         |
| 1076   | 22. Oktober   | Die Situation in Afghanistan |         |
| 1077   | 22. Oktober   | Die Situation in Afghanistan |         |
| 1078   | 9. November   | Die Situation in der Region der afrikanischen Großen Seen |         |
| 1079   | 15. November  | Die Situation in Kroatien |         |
| 1080   | 15. November  | Die Situation in der Region der afrikanischen Großen Seen |         |
| 1081   | 27. November  | Die Situation im Nahen Osten |         |
| 1082   | 27. November  | Die Situation in der ehemaligen jugoslawischen Republik Mazedonien |         |
| 1083   | 27. November  | Die Situation in Liberia |         |
| 1084   | 27. November  | Die Situation betreffend Westsahara |         |
| 1085   | 29. November  | Die Frage betreffend Haiti |         |
| 1086   | 5. Dezember   | Die Frage betreffend Haiti |         |
| 1087   | 11. Dezember  | Die Situation in Angola |         |
| 1088   | 12. Dezember  | Die Situation in Bosnien und Herzegowina |         |
| 1089   | 13. Dezember  | Die Situation in Tadschikistan und entlang der tadschikisch-afghanischen Grenze |         |
| 1090   | 13. Dezember  | Die Empfehlung für die Ernennung des Generalsekretärs der Vereinten Nationen |         |
| 1091   | 13. Dezember  | Die Empfehlung für die Ernennung des Generalsekretärs der Vereinten Nationen |         |
| 1092   | 23. Dezember  | Die Situation in Zypern |         |